# Дао, Бен Азиз
Бен Азиз Дао (фр. Ben Aziz Dao; род. 8 июля 1999, Бобо-Диуласо) — буркинийский футболист, защитник клуба «Нуадибу».

## Карьера
Воспитанник футбольной академии буркинийского клуба «Салитас». В сентябре 2016 года футболист присоединился к буркинийскому «Сантосу». Позже футболист выступал за такие клубы как «Аккра Лионс», «Калум Стар» и «Даунес». В феврале 2021 года футболист на правах свободного агента присоединился к белорусскому «Слуцку», который покинул ещё в начале сезона. В апреле 2021 года футболист перешёл в белорусскую «Сморгонь», подписав контракт до конца сезона. Дебютировал за клуб футболист 4 апреля 2021 года в матче против мозырской «Славии», выйдя на поле в стартовом составе. Первым результативным действием за клуб футболист отличился 2 июля 2021 года в матче против столичного «Минска», отличившись результативной передачей, отправив мяч в ворота от игрока соперника. По итогу сезона футболист вместе с клубом завершил чемпионат на итоговом предпоследнем месте, вылетев в Первую лигу. По окончании сезона футболист покинул клуб.
В августе 2022 года футболист на правах свободного агента присоединился к азербайджанскому клубу «Туран». Дебютировал за клуб футболист 8 августа 2022 года в матче против клуба «Габала», выйдя на замену на 68 минуте. В конце октября 2022 года футболист получил травму и выбыл из распоряжения клуба, а в ноябре 2022 года футболист получил дисквалификацию до конца сезона. В июне 2023 года футболист клуб. В декабре 2023 года футболист на правах свободного агента присоединился к мальтийскому клубу «Моста», подписав контракт до конца сезона. Дебютировал за клуб футболист 17 декабря 2023 года в матче против клуба «Хибернианс», выйдя на поле в стартовом составе. Дебютным забитым голом за клуб футболист отличился 3 марта 2024 года в матче против клуба «Марсашлокк». По итогу сезона футболист вместе с клубом завершил чемпионат на итоговом десятом месте. По окончании сезона футболист покинул мальтийский клуб.
В конце июля 2024 года футболист на правах свободного агента присоединился к мавританскому клубу «Нуадибу». Вместе с клубом футболист в августе 2024 года принимал участие в матчах Лиги чемпионов КАФ.

## Международная карьера
В 2019 году футболист в составе молодёжной сборной Буркина-Фасо до 20 лет принимал участие в Африканских играх.